# Alejandro Patino
Pour les articles homonymes, voir Patiño (homonymie).
Alejandro Patino est un acteur américain.

## Biographie
Alejandro Patino, également crédité sous le nom d'Alex Patino, a joué dans plusieurs séries télévisées dont le rôle de Ralph, le nouveau jardinier latino de Gabrielle Solis dans la série Desperate Housewives. Il fit d'autres apparences dans des séries telles que Dr House, Roswell, Arrested Development, ou encore Associées pour la loi (Family Law).

## Filmographie

### Cinéma

#### Comme acteur
- 1987 : Night Force
- 1994 : No Ordinary Love
- 1998 : La Cucaracha
- 1999: Bowfinger, roi d'Hollywood (Bowfinger)
- 2000 : Two Coyotes
- 2000 : Very Mean Men (en)
- 2000 : Broken
- 2001 : Meurtre chez les Chippendales (Just Can't Get Enough)
- 2002 : The Trip
- 2003 : The Silent Cross
- 2003 : Los Desaparecidos
- 2004 : Robbing Peter
- 2005 : Reeker
- 2005 : Taco Chick and Salsa Girl
- 2005 : His Name Is Bobby
- 2005 : Left at the Rio Grande
- 2005 : The Kid & I
- 2007 : Emilio
- 2007 : Delta Farce
- 2007 : Les Femmes de ses rêves
- 2010 : Les Runaways (The Runaways)

#### Comme producteur
- 2005 : Taco Chick and Salsa Girl
- 2005 : His Name Is Bobby

### Télévision
- 1992 : Les Dessous de Palm Beach (Silk Stalkings)
- 1999 : Urgences (ER)
- 1999 : Snoops (en)
- 2000 : Growing Up Brady (en)
- 2001 : English for all
- 2001 : Stip Mall
- 2001 : Associées pour la loi (Family Law)
- 2001 : Roswell
- 2002 : Los Angeles : Division homicide
- 2003 : Le Cartel
- 2004 : The Shield
- 2004 : Arrested Development
- 2005 : Dr House (House M.D.)
- 2006 : Earl
- 2006 : The Unit : Commando d'élite (The Unit)
- 2006 : Esprits criminels (Criminal Minds)
- 2006 : Médium
- 2006 : Desperate Housewives
- 2009 : Les Aventures de Aussie et Ted (Aussie and Ted's Great Adventure)
- 2013 : Spring Break Fatal (Gone Missing)